# Vytautas Barkauskas
Vytautas Barkauskas (Kaunas, 25 de març, 1931 - Vílnius, 25 d'abril, 1920), va ser un compositor lituà.

## Biografia
Barkauskas es va graduar a l'escola secundària a Rietavas el 1949 i després va estudiar piano a l'escola de música de Kaunas. Després va estudiar composició al Conservatori de Vilnius amb Antanas Račiūnas (1905–1984), alumne de Nadia Boulanger. Al mateix temps, Barkauskas va estudiar matemàtiques a l'Institut Pedagògic. Va completar els seus estudis de música l'any 1959. Al Conservatori de Vílnius (aleshores Conservatori Estatal de Lituània) va ensenyar teoria musical, després harmonia i contrapunt de 1961 a 1974 i va ser professor de composició des de 1989.
Barkauskas va compondre més d'un centenar d'obres, incloent una òpera, simfonies, un concert per a orgue, peces orquestrals i música de cambra. Va rebre la influència de Krzysztof Penderecki i Witold Lutosławski, però les seves composicions sempre es mantenen en el marc de la tonalitat.
Juntament amb Arvo Pärt i Peteris Vasks, Barkauskas és considerat el compositor contemporani més important dels Bàltics. Les seves obres formen part del repertori habitual de festivals i concursos de música europeus, americans i asiàtics. S'han interpretat al Festival de Música de Schleswig-Holstein, al Festival de Música de Rheingau, al Festival Sibelius i al Festival de musique de Toulon. Va rebre el Premi Estatal Lituà i el 2002 el premi del concurs de compositors Simfonia Bàltica.

## Premis (selecció)
- 1964: Premi Stasys Šimkus
- 1972: Premi Estatal de Lituània
- 1981: Artista Honorat de la República Soviètica de Lituània
- 1997/1998: Beca estatal de primer grau de Lituània[2][4]